# Ligue arabe
Pour les articles homonymes, voir Ligue.
La Ligue arabe (en arabe : الجامعة العربية, Jāmiʿat al-ʿarabiyya), officiellement la Ligue des États arabes (en arabe : جامعة الدول العربية, Jāmiʿat ad-duwal al-ʿarabiyya), est une organisation régionale possédant le statut d’observateur auprès de l'Organisation des Nations unies (ONU). Elle est fondée le 22 mars 1945 au Caire par six États. En 2023, elle compte 22 États membres. 
L'organisation de la Ligue arabe repose sur quatre organismes principaux : le sommet des chefs d'État, le Conseil des ministres, les comités permanents et le Secrétariat général dirigé par Ahmed Aboul Gheit depuis 2016. De plus, divers organismes ont été créés en application de traités qui complètent le pacte de 1945 et plusieurs agences spécialisées travaillent en étroite collaboration avec elle.

## Histoire

Décennie d’adhésion des États membres ; les Comores (entourées) ont adhéré en 1993.
Années 1940
Années 1950
Années 1960
Années 1970

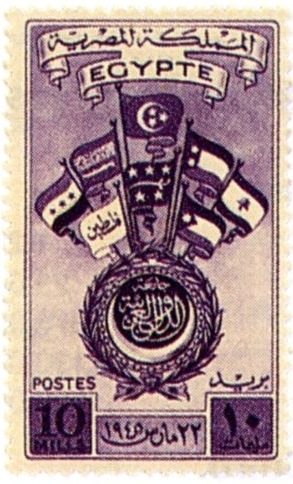
Timbre commémoratif de la création de la Ligue arabe avec les drapeaux des 8 nations fondatrices :
,, Royaume mutawakkilite du Yémen,,,, et utilisé par la Ligue arabe pour représenter le peuple palestinien de 1945 à 1955.

En 1944, à la recherche d'une fédération des États arabes, le gouvernement égyptien met en place un groupe d'étude chargé d'élaborer un projet. Avec l'aide des Britanniques, la conférence d'Alexandrie du 25 septembre 1944 se conclut par la rédaction du Protocole d'Alexandrie, déterminant les bases de la future association. La Ligue arabe est créée le 22 mars 1945 au Caire. Les six membres fondateurs de la Ligue arabe sont : l'Égypte, l'Arabie saoudite, l'Irak, la Jordanie, le Liban et la Syrie. Le Yémen du Nord les rejoint le 5 mai 1945. L'association vise à affirmer l'unité de la « nation » arabe et l'indépendance de chacun de ses membres.
Dès sa naissance, la Ligue est divisée en deux camps aux visées politiques opposées, l'entente égypto-saoudienne favorable aux projets d'indépendance s'opposant à l'axe hachémite jordano-irakien plus enclin à une coopération avec la puissance britannique encore maîtresse de nombreux protectorats et mandats (Soudan, Palestine, Émirats, etc.). Par la suite, dans le contexte de l'anticolonialisme et de la guerre froide, une division s'opère entre États socialistes proches de l'URSS (Libye, Syrie, Algérie, Égypte) et États proches des États-Unis (Arabie saoudite, Émirats arabes unis, Maroc).
L'action de la Ligue est d'abord dirigée contre l'ingérence des puissances coloniales européennes dans la région, en l'occurrence la France et le Royaume-Uni. À partir de 1948, Israël est également considéré comme une entité exogène au monde arabe rendant son existence illégitime. Un grand nombre de sommets de la Ligue arabe ont été tenus à la suite d'évènements spécifiques du conflit israélo-palestinien et arabe. Les résolutions les plus importantes de l'institution concernent d'ailleurs la Palestine.
Après la crise du canal de Suez, le royaume d'Irak fut renversé, diminuant ainsi l'influence hachémite. L'Égypte, forte de son succès, représentait alors avec la Syrie l'axe nationaliste de la Ligue arabe qui s'opposait à l'axe monarchique et pro-occidental emmené principalement par l'Arabie saoudite et la Jordanie.
En novembre 1973, après la guerre du Kippour et le premier choc pétrolier déclenché par les pays arabes membres de l'OPEP, le sixième sommet des chefs d'État arabes réuni à Alger exige de l’Europe occidentale la fin du soutien militaire et économique à Israël. Il vote aussi une résolution appelant à développer la coopération arabo-africaine, l'aide aux mouvements de libération, la rupture des relations diplomatiques, consulaires, culturelles et économiques (y compris un embargo pétrolier) avec les États qui demeurant colonialistes, à savoir le Portugal, la Rhodésie et l’Afrique du sud, la création de la Banque arabe pour le développement économique en Afrique (BADEA) et l'adoption de mesures spéciales afin de faciliter l’approvisionnement en pétrole des États africains touchés par la hausse spectaculaire des cours du pétrole brut.
Entre 1976 et 1983, la Ligue entretenait une Force arabe de dissuasion durant la guerre du Liban qui n'eut qu'un effet modeste sur le cours du conflit.
Le 17 septembre 1978, l'Égypte signa les accords de Camp David avec Israël. Les ministres de la Ligue arabe se réunirent en 1979 à Bagdad pour décider des sanctions diplomatiques et économiques à infliger à l'Égypte. L'Irak, contrairement à ses voisins arabes, demanda l'adoption de sanctions économiques symboliques, ne touchant pas le peuple égyptien. L'Égypte fut alors exclue de la Ligue en 1979 et le siège de l'organisation fut déplacé du Caire à Tunis. La Ligue fut alors privée de son membre le plus puissant, écarté pendant plus de dix ans, qui fournissait une part importante du personnel. Cela entraîna une baisse de l'influence de l'organisation. Le 10 septembre 1990, 12 des 21 membres de la Ligue arabe décidèrent le retour du siège au Caire et la réintégration de l'Égypte. Malgré les protestations des neuf absents, le changement eut lieu le 31 octobre 1990. Un accord fut conclu le 26 novembre 1997 entre la France et la Ligue, accordant le statut diplomatique au Bureau de la Ligue arabe à Paris, ouvert en 1974, régissant ses privilèges et immunités sur le territoire français.
Cette unité politique est également mise à mal en 1990 lors de la guerre du Golfe où l'Irak envahit un autre État membre, le Koweït, qui influa sur le retour en Égypte de l'organisation..
À cause de la prévalence de la souveraineté étatique sur l'intérêt panarabe, la Ligue n'a jamais fait ses preuves. Soixante ans après sa création, ni la question de la périodicité des sommets arabes n'a été tranchée ni celles de la procédure des votes, du caractère contraignant des décisions ou encore du recouvrement des cotisations. En 2002, après une proposition du prince d'Arabie saoudite Abdallah ben Abdelaziz Al Saoud, la Ligue arabe élabore l'initiative de paix arabe, fondée sur l'idée d'une paix globale au Moyen-Orient : en échange d'une normalisation des relations entre Israël et chacun des pays de la Ligue arabe, l'État hébreu se retirerait de la Cisjordanie, de la bande de Gaza et du plateau du Golan. En 2007, au sommet de Riyad, cette proposition est relancée par une résolution nommée « réactivation de l'initiative de paix arabe ». Israël a jusqu'ici refusé de considérer cette initiative.
La plus grave crise connue par la Ligue arabe fut le refus de celle-ci d'exécuter le mandat d'arrêt international rédigé par la Cour pénale internationale en 2009 à l'encontre du président soudanais Omar el-Bechir (en visite dans des pays de la Ligue), accusé de génocide et de crimes de guerre. Pour nombre de pays occidentaux, ce fut un aveu de corruption et de non-respect des lois et libertés internationales.[réf. nécessaire]
En 2011, lors de la guerre civile syrienne, la Ligue arabe exclut la Syrie de ses rangs et, en 2013, l'opposition anti-Assad occupe le siège de la Syrie lors d'un sommet de la Ligue arabe à Doha au Qatar. Depuis, en raison des divisions provoquées par cette guerre, la Ligue arabe est jugée par le journaliste Sylvain Cypel comme une « organisation quasi moribonde ».
Cependant elle continue à se réunir et, dans le cadre du conflit yéménite, elle réagit. Ainsi, en mai 2019, elle condamne les tirs de missiles balistiques du 20 mai 2019 par les Houthis du groupe « Ansar Allah » en direction de La Mecque et de Djeddah,.
En mai 2023, la Ligue arabe réintègre la Syrie après plus de 11 ans d'exclusion. Cette décision, sous l'impulsion de l'Algérie, pourrait faciliter une nouvelle unité au sein de l'organisation.
Le 17 février 2024, au 134e jour du conflit qui oppose Israël au Hamas, la Ligue arabe décide de qualifier 60 organisations israéliennes et groupuscules de colons extrémistes d'entités terroristes en raison de leur participation avérée à des opérations d'incursion violentes dans l'enceinte de la mosquée Al-Aqsa ainsi qu'en Cisjordanie. Dans le même temps, elle publie une liste de 22 personnalités politiques israéliennes soupçonnées d'inciter au génocide du peuple palestinien, ouvrant ainsi la voie à de probables poursuites auprès des instances internationales compétentes.

## Appellation
L'actuelle Ligue arabe aurait pu s'appeler la « Coalition arabe » suivant la proposition de la Syrie ou encore l'« Union arabe » comme le souhaitait l'Irak. La délégation égyptienne a quant à elle proposé l'appellation de « Ligue arabe » ; selon elle le concept est plus approprié aussi bien sur le plan linguistique que politique.
Les participants ont fini par trouver un terrain d'entente et l'ont appelé la « Ligue des États arabes ».

## Adhésion

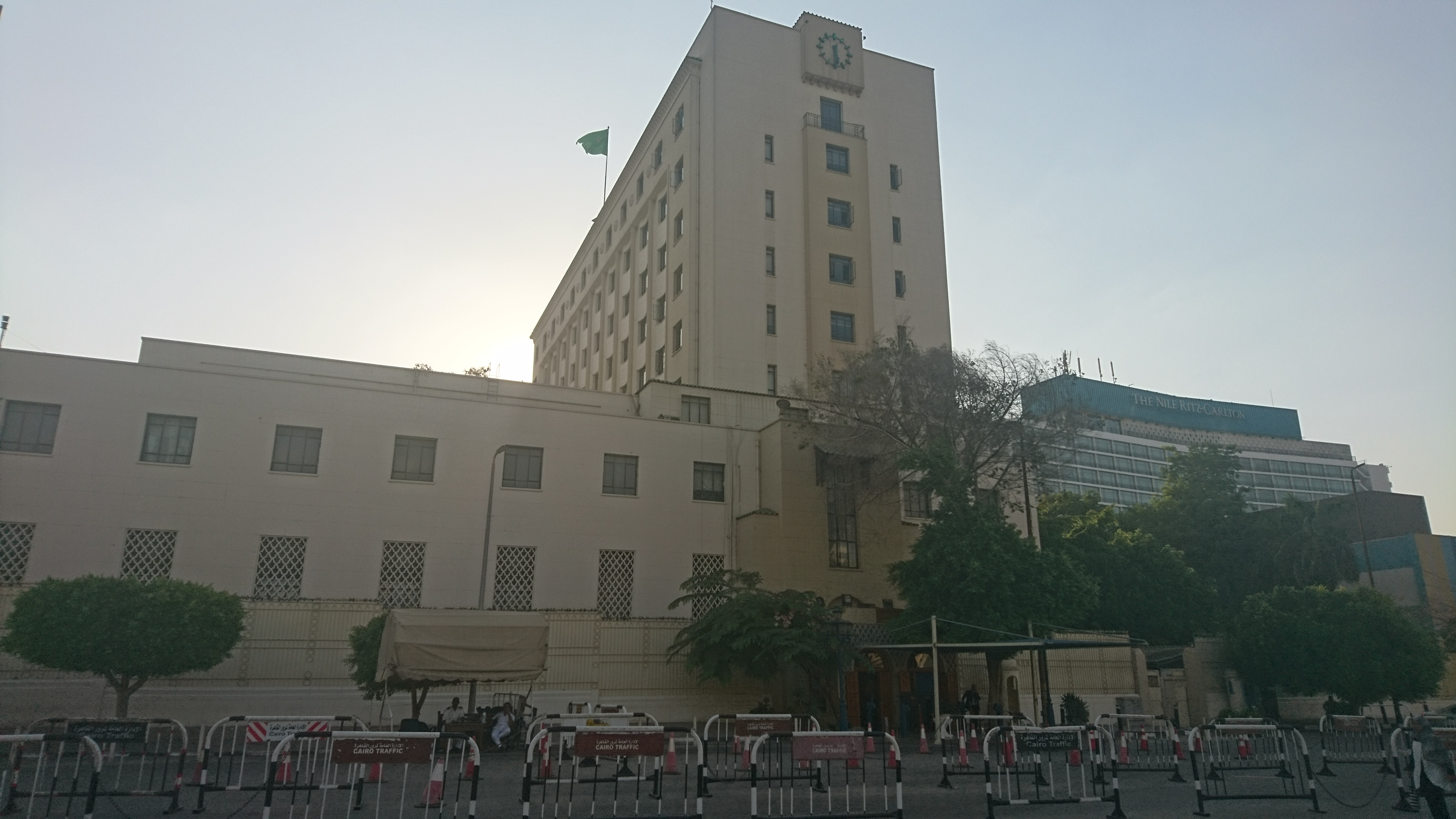
Bâtiment de la ligue arabe au Caire.

L'article 1 de la charte de la Ligue dispose que chaque État arabe indépendant a le droit d'adhérer à l'organisation. L'État candidat doit pour cela déposer une demande au niveau du Secrétariat général permanent ; la demande sera alors étudiée par le Conseil. Il y a donc deux sortes de membres : ceux qui ont entériné la charte de la Ligue, au nombre de 7, et ceux qui demandent leur adhésion. Ces derniers doivent réunir certaines conditions pour pouvoir adhérer à l'organisation : l’État candidat doit être arabe et indépendant. L'adhésion de la Somalie et de Djibouti à la Ligue avait suscité une polémique au sein de l'organisation du fait que l'arabe n'est pas la langue officielle des deux candidats. Toutefois le Conseil de la Ligue a fini par accepter leurs candidatures eu égard à « leurs origines arabes ». L'Irak s'est opposé en 1961 à l'adhésion du Koweït sous prétexte que ce pays faisait partie de ses territoires ; le délégué irakien a même quitté le Conseil pour manifester son refus. La candidature du Koweït a finalement été acceptée par le Conseil qui ne pouvait faire autrement, puisque l'article 7 de la charte dispose que les décisions adoptées à l'unanimité doivent être appliquées par les États membres.

## Perte de qualité de membre
Chaque État membre de la Ligue a le droit de se retirer à condition de déposer un préavis d'un an. Le conseil n'exige pas d'explications des pays qui se retirent ; toutefois, il tente de comprendre les raisons qui les ont amenés à se retirer pour les convaincre de revenir sur leur décision. Si la Ligue venait à amender sa charte, un États membre pourrait se retirer s'il n'approuve pas les nouveaux amendements. La charte de la Ligue prévoit l'exclusion de tout pays membre qui ne respecterait pas ses engagements ; toutefois, elle doit être prononcée à l'unanimité. Néanmoins, le 12 novembre 2011, la Ligue a suspendu la participation de la Syrie à la majorité qualifiée et non à l'unanimité des 22 pays arabes. Ce statut n'est cependant pas irréversible puisque le membre exclu peut présenter une seconde candidature. Un État peut perdre sa qualité de membre s'il perd son identité juridique, comme cela s'est produit en 1958 lorsque l'Égypte et la Syrie ont décidé d'unir leurs États respectifs pour devenir la « République arabe unie » et en 1990 avec l'union du sud et du nord du Yémen qui a donné naissance à la République arabe yéménite unie. Cependant un pays qui perd sa souveraineté reste membre à part entière. Lorsque le Koweït a été envahi en 1990 par l'Irak, cela ne l'a pas empêché d'être représenté au sein de la Ligue.

## Composition
La Ligue arabe est composée de 22 membres : sept membres fondateurs auxquels se sont ajoutés par la suite 15 autres États signataires.
Ces pays, qui sont également membres de l'Organisation de la coopération islamique, représentent une population de 414 millions d'habitants en 2017.
La Ligue arabe compte également cinq États observateurs.

### États fondateurs
- Émirat de Transjordanie, émir Abdallah Ier, puis Royaume hachémite de Jordanie avec l'annexion de la Cisjordanie en 1950, revenue dans ses frontières initiales de Transjordanie sans rechanger de nom après la perte de la Cisjordanie en 1967 ;
- Liban, président Béchara el-Khoury ;
- République syrienne, président Choukri al-Kouatli, puis  Syrie à partir de 1963 ;
- Arabie saoudite, roi Abdelaziz ben Abderrahmane Al Saoud ;
- Royaume d'Égypte, roi Farouk Ier d'Égypte,
puis  République d'Égypte à partir de 1953 ;
- Royaume d'Irak, roi Fayçal II, puis  République d'Irak à partir de 1958 ;
- Royaume mutawakkilite du Yémen (Yémen du Nord), imam Yahya Mohammed Hamid ed-Din, puis République arabe du Yémen et République démocratique populaire du Yémen à partir de 1967.

### États signataires

Diagramme d'Euler des différents partenariats entre les pays de la Ligue arabe : Union du Maghreb arabe, Accord d'Agadir, Conseil de l'unité économique arabe, Conseil de coopération du Golfe.

À ceux-ci se sont ajoutés :
- 1953 :  Libye
- 1956 :  Soudan
- 1958 :  Maroc
- 1958 :  Tunisie
- 1961 :  Koweït
- 1962 :  Algérie
- 1971 :  Bahreïn
- 1971 :  Émirats arabes unis
- 1971 :  Oman
- 1971 :  Qatar
- 1973 :  Mauritanie
- 1974 :  Somalie
- 1976 :  Palestine
- 1977 :  Djibouti
- 1993 :  Comores

### États observateurs
- 2002 :  Brésil
- 2003 :  Érythrée
- 2006 :  Venezuela
- 2007 :  Inde
- 2011 :  Turquie

## Fonctionnement

### Secrétaires généraux
- 1945-1952 :  Abdul Rahman Hassan Azzam
- 1952-1972 :  Mohamed Abdul Khalek Hassouna
- 1972-1979 :  Mahmoud Riad
- 1979-1990 :  Chedli Klibi
- 1991-2001 :  Ahmed Asmat Abdel-Megid
- 2001-2011 :  Amr Moussa
- 2011-2016 :  Nabil el-Arabi
- depuis 2016 :  Ahmed Aboul Gheit

### Siège
- de 1945 à 1979 : Le Caire (Égypte)
- de 1979 à 1990 : Tunis (Tunisie)
- depuis 1990 : Le Caire (Égypte)

### Instances
- Le Conseil de la Ligue arabe
- Le Conseil de défense (ministres des Affaires étrangères et de la Défense) ;
- Le Conseil économique (ministres de l'Économie) ;
- Des comités permanents spécialisés (économie, culture, politique, etc.) ;
- Agences spécialisées et autonomes crée en 1964 (l'Organisation arabe du travail, l'Union postale, l'Union des télécommunications…).

### Sommets
Trente-deux sommets ont été organisés entre 1946 et 2015 dont douze sommets en urgence.
| Sommets de la Ligue arabe        | Date         | Lieu            | Type       |
| -------------------------------- | ------------ | --------------- | ---------- |
| Sommet de la Ligue arabe 1946    | 28 mai       | Le Caire        | création   |
| Sommet de la Ligue arabe 1956    | 13 novembre  | Beyrouth        | 1er sommet |
| Sommet de la Ligue arabe 1964    | 13 janvier   | Alexandrie      | 2e sommet  |
| Sommet de la Ligue arabe 1964    | 5 septembre  | Le Caire        | 3e sommet  |
| Sommet de la Ligue arabe 1967    | 29 août      | Khartoum        | 5e sommet  |
| Sommet de la Ligue arabe 1970    | 21 septembre | Le Caire        | urgent     |
| Sommet de la Ligue arabe de 1974 | octobre 1974 | Rabat           |            |
| Sommet de la Ligue arabe 1976    | 16 octobre   | Riyad           | urgent     |
| Sommet de la Ligue arabe 1976    | 25 octobre   | Le Caire        | 9e sommet  |
| Sommet de la Ligue arabe 1978    | 2 novembre   | Bagdad          | 10e sommet |
| Sommet de la Ligue arabe 1979    | 20 novembre  | Tunis           | 11e sommet |
| Sommet de la Ligue arabe 1987    | 8 novembre   | Amman           | urgent     |
| Sommet de la Ligue arabe 1989    | 26 mai       | Casablanca      | urgent     |
| Sommet de la Ligue arabe 1990    | 28 mai       | Bagdad          | urgent     |
| Sommet de la Ligue arabe 1990    | 9 août       | Le Caire        | urgent     |
| Sommet de la Ligue arabe 1996    | 21 juin      | Le Caire        | urgent     |
| Sommet de la Ligue arabe 2000    | 23 octobre   | Le Caire        | urgent     |
| Sommet de la Ligue arabe 2001    | 28 mars      | Amman           | 13e sommet |
| Sommet de la Ligue arabe 2002    | 28 mars      | Beyrouth        | 14e sommet |
| Sommet de la Ligue arabe 2003    | 1er mars     | Charm el-Cheikh | 15e sommet |
| Sommet de la Ligue arabe 2004    | 22 mai       | Tunis           | 16e sommet |
| Sommet de la Ligue arabe 2005    | 22 mars      | Alger           | 17e sommet |
| Sommet de la Ligue arabe 2006    | 28 mars      | Riyad           | 18e sommet |
| Sommet de la Ligue arabe 2008    | 29 mars      | Damas           | 20e sommet |
| Sommet de la Ligue arabe 2009    | 28 mars      | Doha            | 21e sommet |
| Sommet de la Ligue arabe 2010    | 27 mars      | Syrte           | 22e sommet |
| Sommet de la Ligue arabe 2011    | 12 mars      | Le Caire        | urgent     |
| Sommet de la Ligue arabe 2012    | 29 mars      | Bagdad          | 23e sommet |
| Sommet de la Ligue arabe 2013    | 26 mars      | Doha            | 24e sommet |
| Sommet de la Ligue arabe 2014    | 25 mars      | Koweït          | 25e sommet |
| Sommet de la Ligue arabe 2015    | 29 mars      | Charm el-Cheikh | 26e sommet |
| Sommet de la Ligue arabe 2016    | 25 juillet   | Nouakchott      | 27e sommet |
| Sommet de la Ligue arabe 2017    | 29 mars      | Mer Morte       | 28e sommet |
| Sommet de la Ligue arabe 2018    | 15 avril     | Dhahran         | 29e sommet |
| Sommet de la Ligue arabe 2019    | 31 mars      | Tunis           | 30e sommet |
| Sommet de la Ligue arabe 2020    | 30 mai       | La Mecque       | urgent     |
| Sommet de la Ligue arabe 2022    | 1er novembre | Alger           | 31e sommet |
| Sommet de la Ligue arabe 2023    | 19 mai       | Djeddah         | 32e sommet |
| Sommet de la Ligue arabe 2024    | 16 mai       | Manama          | 33e sommet |
| Sommet de la Ligue arabe 2025    | 17 mai       | Bagdad          | 34e sommet |

## Agence arabe de l'énergie atomique
Le 17 août 1988, la Ligue arabe fonde l'Agence arabe de l'énergie atomique, une agence autonome dont le siège est basé à Tunis, et dont le but est de développer et coordonner parmi les États membres les activités liées à des applications pacifiques de l'énergie atomique, dans un but de développement économique et social (par exemple applications pour production d'énergie, à des fins médicales ou de recherche).
Un objectif de l'agence est la mise en place d'une réglementation harmonisée dans les pays membres sur la radioprotection, la sûreté, la sécurité nucléaires et la manipulation sûre des matières radioactives et le développement d'un système d'intervention d'urgence.
L'agence encourage aussi le suivi des progrès scientifiques et techniques mondiaux dans le domaine nucléaire, travaille à créer un saut scientifique et technique qualitatif et une prise de conscience parmi les citoyens arabes concernant la science nucléaire et ses utilisations pacifiques par le renforcement des capacités et le transfert d'informations scientifiques (formations, conférences régionales, bourses pour formations et conférences hors de la région). L'effort de vulgarisation est appuyé par la publication de documents scientifiques et la traduction de règles et réglementations.